# Trap Luv
«Trap Luv» — песня российского хип-хоп-исполнителя Big Baby Tape, выпущенная 6 ноября 2019 года на лейбле Warner Music Russia. За основу песни был использован хит 2000-х годов группы «Руки Вверх!» «Он тебя целует». Хип-хоп-портал The Flow поместил песню на 6 строчку в списке «50 лучших песен 2019».

## Предыстория
Впервые отрывок песни был показан на прямой трансляции продюсера Aarne в Instagram, а затем сниппет был опубликован на странице в Instagram самого Егора.
28 октября 2019 года незавершённая версия песни просочилась в сеть, после чего Big Baby Tape объявил, что выпустит трек после того, как отрывок песни наберёт 1,5 миллиона прослушиваний.
6 ноября 2019 года трек был официально выпущен и сразу лидировал в чарте музыкального сайта Genius.
Солист группы «Руки Вверх!» Сергей Жуков прокомментировал выход песни постом в Instagram, написав: «А Биг Бейби Тейп трепует, говорит что любит, лут свой забирает, к сердцу прижимает…».

## Композиция
| №  | Название   | Автор(ы)      | Продюсер      | Длительность |
| -- | ---------- | ------------- | ------------- | ------------ |
| 1. | «Trap Luv» | Big Baby Tape | Big Baby Tape | 2:15         |

## Творческая группа
По данным Genius.
- Big Baby Tape — продюсер, автор песни
- MOLLY MO RECORDS — сведение, мастеринг, запись
- GLDTR — сведение, мастеринг

## Чарты
| Чарт (2019)                       | Высшая позиция |
| --------------------------------- | -------------- |
| Россия (Apple Music)              | 1              |
| Мир (Genius)                      | 1              |
| Россия (Top YouTube Hits)         | 26             |
| Россия (Top Radio & YouTube Hits) | 197            |
| ВКонтакте                         | 1              |
| Яндекс.Музыка                     | 4              |
| SHAZAM                            | 8              |
| Россия (Deezer)                   | 2              |
| Zvooq.online                      | 7              |
| Латвия                            | 5              |
| Эстония (Eesti Tipp-40)           | 16             |